# William S. Burroughs I
William Seward Burroughs I (Rochester, New York, 28 januari 1855 - Citronelle, Alabama, 14 september 1898) was een Amerikaanse uitvinder. Hij ontwikkelde de eerste mechanische rekenmachine die op industriële schaal vervaardigd werd.
Burroughs was een bankbediende in Auburn in het westen van de staat New York, maar om gezondheidsredenen verhuisde hij in 1882 naar Saint Louis en ging er werken als mecanicien. De combinatie van zijn kennis van mechanica en van zijn vorige werk in de bankwereld stelde hem in staat om een mechanische optelmachine te maken, die niet alleen optellingen kon uitvoeren maar die de sommen ook op papier afdrukte. In 1884 begon Burroughs een eigen bedrijf, de American Arithmometer Company, en bouwde er verschillende versies van wat hij de "Burroughs Registering Accountant" noemde. Voor zijn uitvindingen verkreeg hij op 21 augustus 1888 vier octrooien (U.S. Patent 388116, 388117, 388118 en 388119).
Na zijn dood verhuisde zijn bedrijf in 1904 van Saint Louis naar Detroit en veranderde de naam ervan in "The Burroughs Adding Machine Company". In 1953, toen het bedrijf ook computers ging bouwen, werd dit de Burroughs Corporation. De naam verdween uiteindelijk in 1986 toen Burroughs na een fusie met The Sperry Corporation opging in Unisys.
William S. Burroughs was de grootvader van William S. Burroughs II, de schrijver van de "Beat Generation" en overgrootvader van de schrijver William S. Burroughs jr.